# WIRmachenDRUCK
Die Wirmachendruck GmbH (Eigenschreibweise: WIRmachenDRUCK GmbH) ist eine Online-Druckerei für Digital- und Offsetdruck sowie weitere Druckverfahren. Sie produziert und vertreibt unter anderem individuelle Druckprodukte, Verpackungen, bedruckbare Werbematerialien sowie Fotogeschenke. Das im Backnanger Ortsteil Waldrems in Baden-Württemberg ansässige Unternehmen ist europaweit aktiv.

## Geschichte
Die Brüder Johannes und Samuel Voetter gründeten das Onlineportal www.wir-machen-druck.de im Jahr 2008. 2023 arbeiteten mehr als 500 Mitarbeiter für die Online-Druckerei. Überwiegender Produktionsstandort ist Deutschland.
Der erste Sitz von Wirmachendruck lag in Beilstein. 2010 wurde er zugunsten eines größeren Domizils in Murr aufgegeben. 2013 bezog das Unternehmen infolge eines starken Mitarbeiterzuwachses in Backnang-Waldrems abermals ein neues Betriebsgebäude. Daneben hat die Online-Druckerei noch einen Unternehmensstandort in der Schweiz.
Wirmachendruck ist seit 2016 eine Marke der niederländischen Aktiengesellschaft Cimpress. Damit gehört sie zu einem weltweit agierenden Netzwerk für Online-Dienstleistungen im Druckgewerbe.

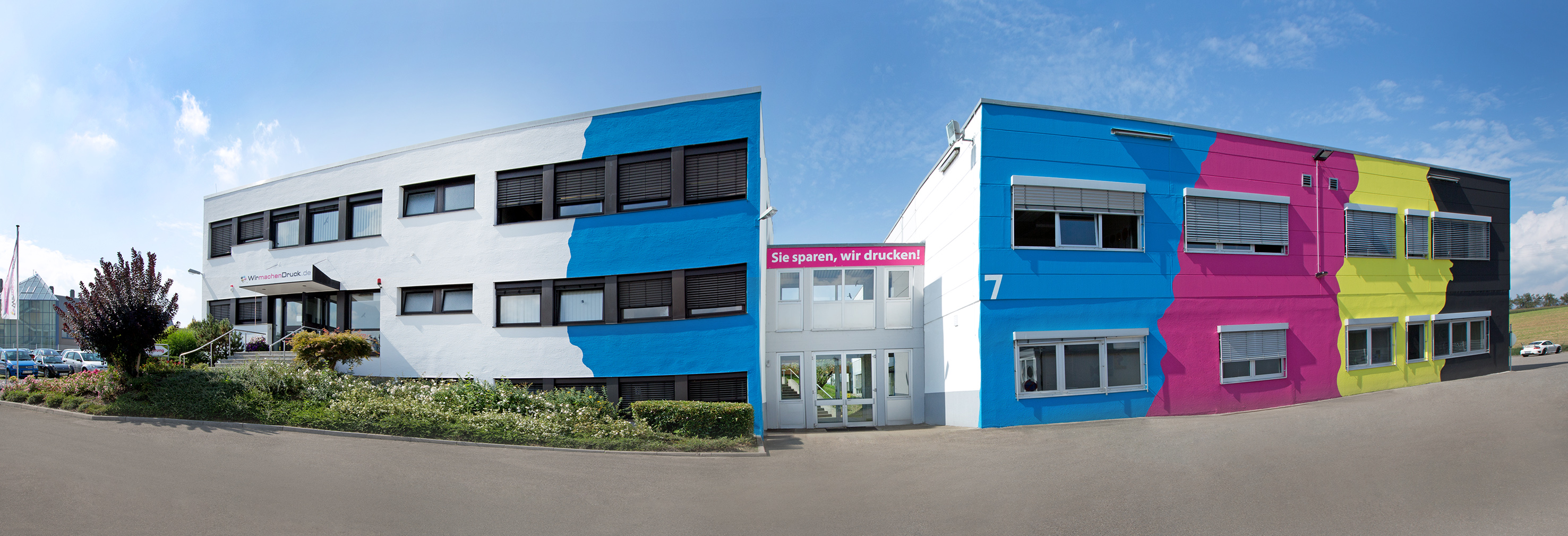
Betriebsgebäude (2014)

## Produkte
Das Unternehmen ist eine reine Online-Druckerei und hat keine Ladengeschäfte. Es hat sich auf die Herstellung von individuell gestaltbaren Druckprodukten spezialisiert. Dazu gehören beispielsweise Flyer, Plakate, Briefpapier und -umschläge, Visitenkarten, Broschüren, Bücher, Roll-Ups und Verpackungen. Daneben vertreibt es individuell bedruckbare Fotogeschenke wie z. B. Fotokissen, Bettwäsche, Leinwände oder verschiedene Bekleidungsstücke und Werbemittel zum Essen und Trinken. Auch gravierte und bestickte Produkte gehören zum Sortiment.

## Sponsoring
In der Vergangenheit unterstützte die Wirmachendruck GmbH den Stuttgarter MercedesCup, ein auf Rasen ausgespieltes ATP-Tennisturnier. Seit Januar 2020 ist Wirmachendruck Naming-Right-Partner des Fußballvereins SG Sonnenhof Großaspach, dessen Heimspielstätte in diesem Zuge in WIRmachenDRUCK Arena umbenannt wurde und in dem in der Saison 2024/25 auch die Heimspiele der zweiten Mannschaft des VfB Stuttgart in der 3. Liga stattfinden. Daneben ist die Online-Druckerei langjähriger Business-Partner des VfB Stuttgart und Förderer diverser Sportvereine wie der TSG Backnang, der Fraport Skyliners oder der Würzburg Baskets. Diverse (Sport-)Events wie z. B. die Horizont Snow Masters, die Allgäu Classics oder der FIS Weltcup Nordische Kombination werden ebenso unterstützt.
Neben regelmäßigen Sponsorings im sozialen Bereich führt Wirmachendruck seit 2020 mit dem Happy Friday jährlich eine eigene Charity-Aktion durch. Hierbei werden Weihnachtsgeschenk-Boxen für 10.000 bedürftige Kinder – insbesondere in Ungarn, Rumänien und der Ukraine – gepackt, die für viele der Kinder dort das einzige Weihnachtsgeschenk sind.

## Auszeichnungen
Im September 2022 zeichnete Focus Money das Unternehmen zum siebten Mal in Folge als „Beste Online-Druckerei“ aus. Von der Deutschen Gesellschaft für Verbraucherstudien (DtGV) wurde die Online-Druckerei 2021 erneut zum Testsieger gekürt. Auch der Fairness-Preis des Deutschen Instituts für Service-Qualität ging 2022 wieder an WIRmachenDRUCK. Die Welt zeichnete das Unternehmen 2023 zum 5. Mal als „Nr. 1 in der Kundenzufriedenheit“ im „Online-Kauf“ aus.